# Maison de la Prévôté (Rennes)
Pour les articles homonymes, voir Hôtel de la Prévôté.
La maison de la Prévôté est un édifice de la commune de Rennes, dans le département d’Ille-et-Vilaine en région Bretagne.

## Localisation
Cet édifice se trouve au centre du département et dans le centre-ville historique de Rennes. Il est situé au numéro 14 de la rue de la Psalette, derrière le chevet de la cathédrale Saint-Pierre de Rennes.

## Historique
La maison date du XVIIe siècle. Elle tient son nom de l'existence d'une prévôté à Rennes sous l'Ancien régime. Fondée en 1531, la maison est habitée par prévôts et receveurs généraux du Chapitre.
Elle est inscrite au titre des monuments historiques depuis le 4 juillet 1942.